# Імператорський клуб (фільм, 2002)
«Імператорський клуб» (англ. The Emperor's Club) — американський фільм-драма 2002 року, за новелою «Палацо́вий ошука́нець» (The Palace Thief, 1994) американського письменника, педагога і лікаря Ітена Кейнина (Ethan Canin) (*19 липня 1960).

## Сюжет
Фільм розповідає про помилки вчителів у вихованні дітей і про те, наскільки вони впливають на життя учнів, які стали дорослими. Педантичний вчитель історії Вільям Гандерт (Кевін Клайн), у якого все розкладено по поличках і розписано до дрібниць, користується заслуженою повагою серед колег та учнів школи для хлопчиків. Однак, звичний для нього світ змінюється, коли у класі з'являється норовистий син сенатора на ім'я Седжвік Бел (Еміль Гірш). З дрібного хулігана він поступово перетворюється на старанного учня — учасника конкурсу «Містер Юлій Цезар», оскільки звик завжди бути першим. На конкурсі Вільям зауважив, що Седжвік шахрує, і ставить йому запитання, на яке у того не могло бути відповіді у шпаргалці…

## У головних ролях
- Кевін Клайн — Вільям Гандерт
- Еміль Гірш — Седжвік Білл
  - Джоель Гретч — дорослий Седжвік
- Ембет Девідц — Елізабет
- Роб Морроу[en] — Джеймс Еллербі
- Пол Дано — Мартін Блайт
  - Стівен Калп — дорослий Мартін
- Джессі Айзенберг — Луї Масуді
  - Патрік Демпсі — дорослий Луї